# Собок
Сібок (Собок) — річка в Україні, у межах Липовецького та Гайсинського району Вінницької області. Права притока Собу (басейн Південного Бугу).

## Опис
Довжина річки 33 км, площа басейну 352 км². Долина у верхів'ї V-подібна, нижче — трапецієподібна, завширшки до 2 км. Заплава переважно однобічна, завширшки — 100–120 м (подекуди 200 і більше). Річище помірно звивисте, завширшки 5—10 м, завглибшки від 0,2 до 1,5 м, є порожисті ділянки. Похил річки 2,2 м/км. Споруджено декілька ставків.

## Розташування
Річка бере початок у селі Обідне. Тече переважно на схід (частково на південний схід). Впадає до Собу в межах міста Іллінців.
Притоки: Семирічка, В'язовиця, Розсохувата (праві), Лопень.

## Галерея

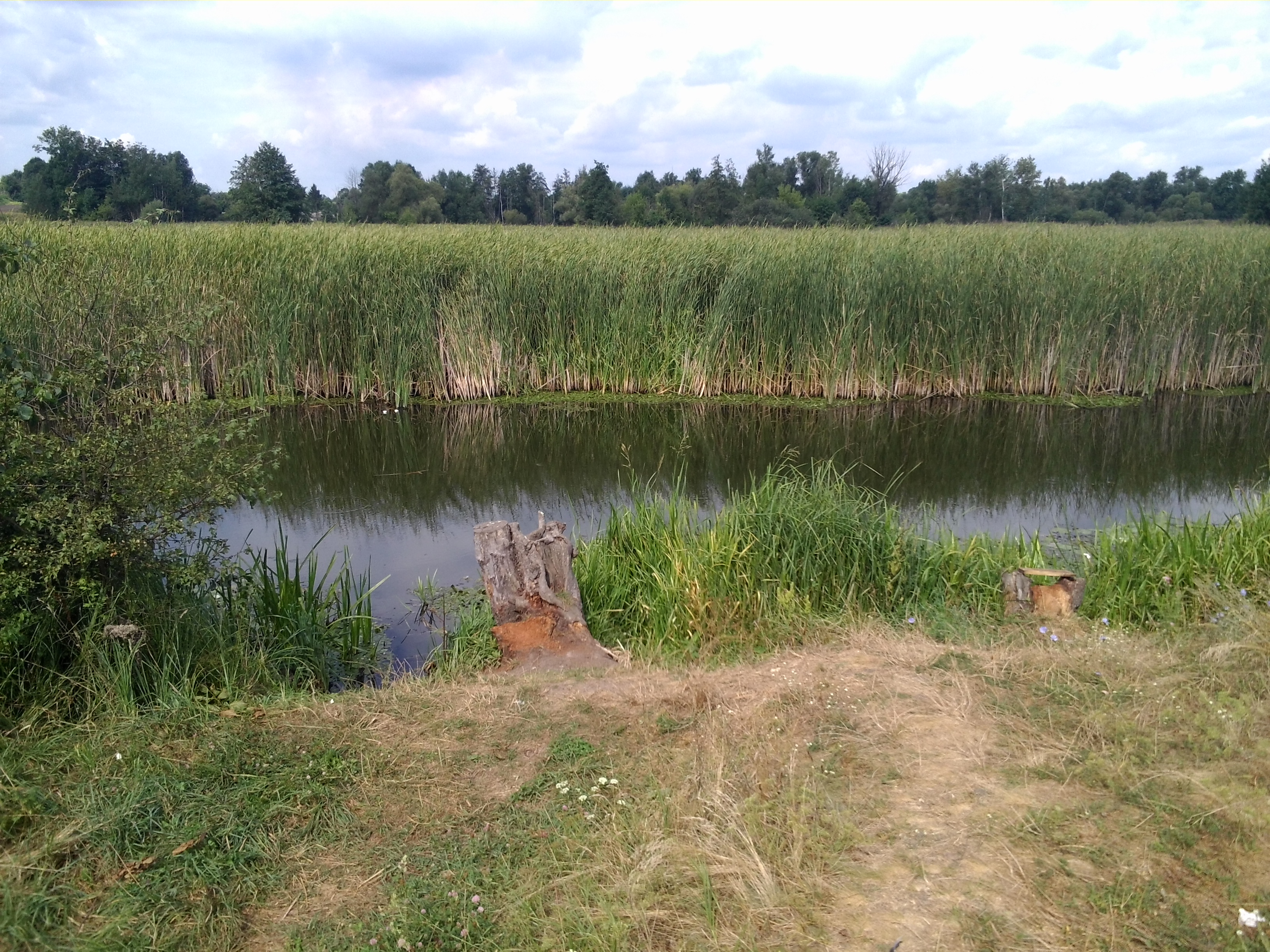
Сібок у селі Іваньки
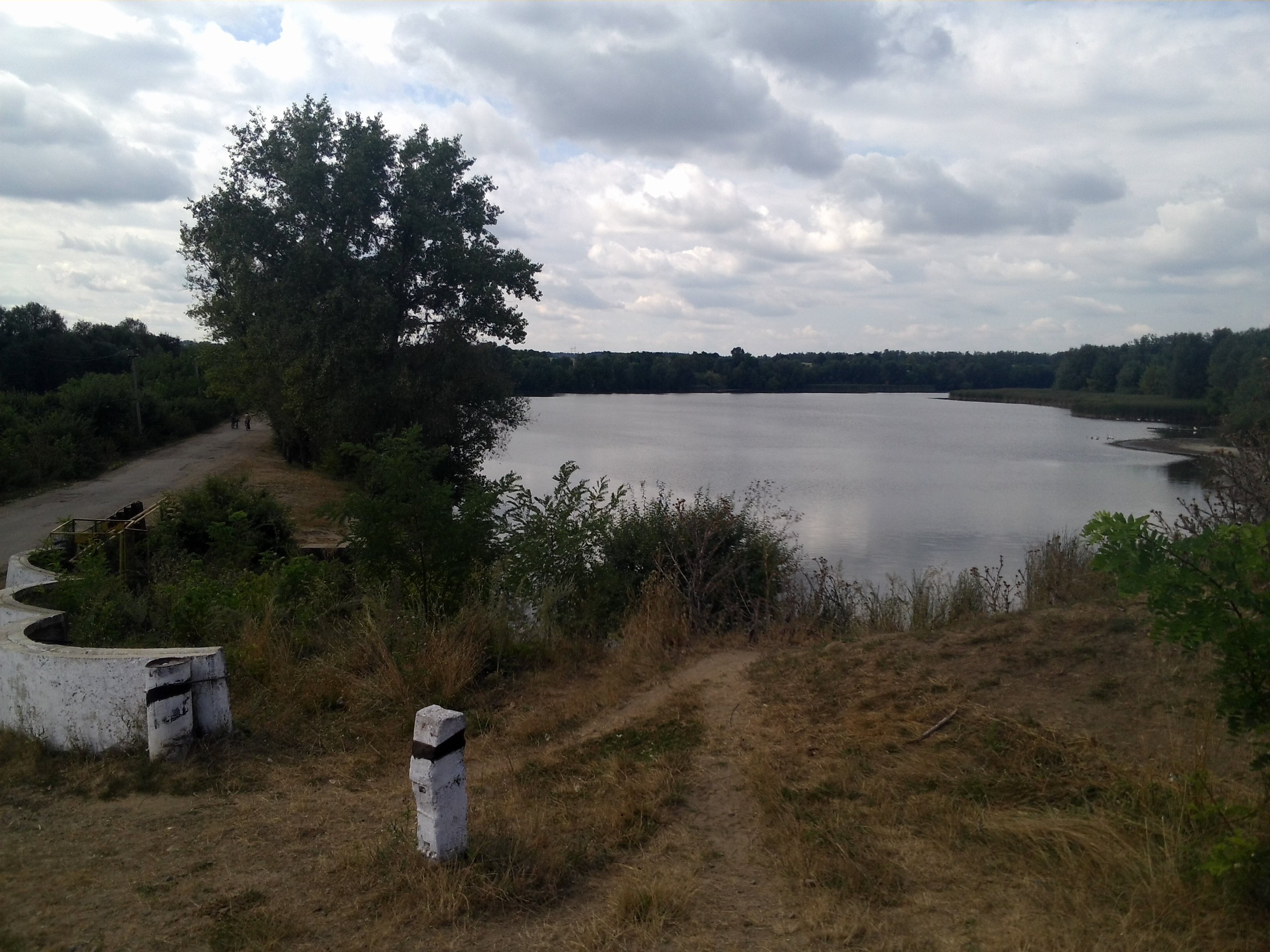
Ставок у селі Іваньки
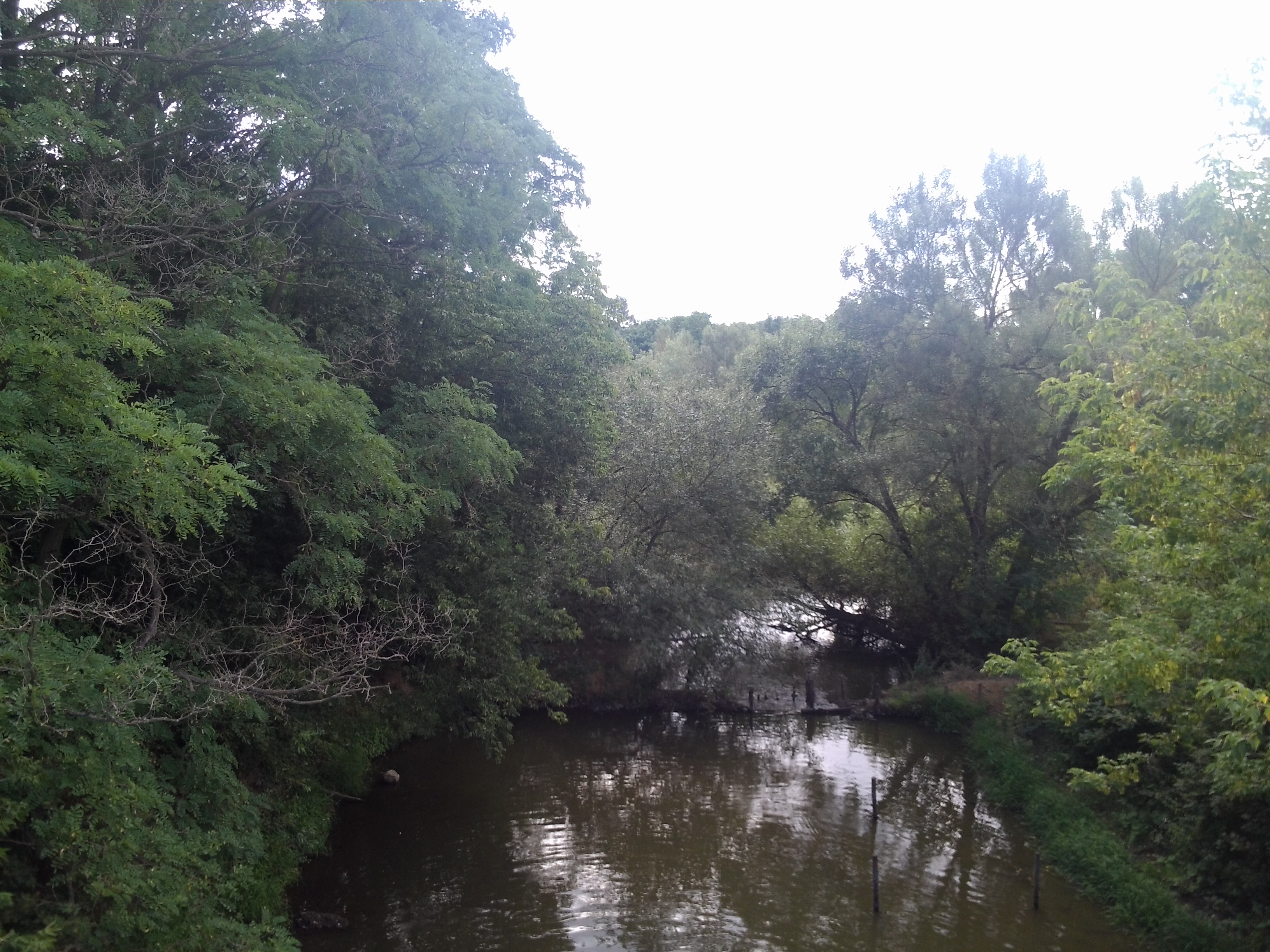
Сібок у селі Іваньки